# 베이스볼5
베이스볼5(영어: Baseball5)는 야구를 모체로 하는 구기 종목으로, 2018년 세계 야구 소프트볼 연맹에 의해 창안되었다. 각 팀 당 5명으로 구성되며, 5이닝동안 게임이 진행된다.
이 게임은 5명의 선수로 구성된 두 팀이 교대로 공격과 수비를 하는 방식으로 진행되며, 공격 팀의 각 선수는 차례로 맨손으로 경기장(21m(68.90피트) 정사각형)에 작은 고무공을 치는 방식으로 진행된다. 그런 다음 정사각형 모양으로 배치된 4개의 베이스(13m(42.65ft) 간격) 주위를 시계 반대 방향으로 달리며 득점을 기록하고, 수비 팀은 공격 선수가 이동을 완료하기 전에 제거하려고 한다. 득점을 방지하기 위해 기지 주위에 있다. 아웃(제거)은 타격된 공이 수비수가 땅에 닿기 전에 잡았을 때 발생하거나, (특정 상황에서) 공을 가진 수비자가 주자가 도달해야 할 베이스에 닿았거나 주자가 닿았을 때 발생한다. 공격적인 선수는 불법적으로 공을 치거나 베이스를 달리는 동안 규칙을 위반하여 스스로 빠져 나올 수도 있다.
팀은 3개의 아웃이 이루어진 후 역할을 바꾸며, 두 팀 모두 한 번 공격을 했을 때 "이닝"이 완료된다. 게임은 5이닝까지 진행되며 필요에 따라 추가 이닝을 플레이하여 동점을 깨고 게임은 일반적으로 15~20분 동안 진행된다. 종종 두 팀 간의 매치업 결과를 결정하기 위해 3전 2선승제(또는 5전 3선승제) 시리즈가 진행된다. 야구/소프트볼과 달리 투수가 없고, 타자(공을 치는 공격수)가 경기에 사용되는 유일한 장비인 공을 가지고 매 경기를 시작한다.
WBSC는 야구/소프트볼을 글로벌 수준으로 성장시키려는 의도로 2017년에 이 게임을 제안했으며, 이 게임의 저렴한 비용, 빠른 속도, 작은 경기장이 야구/소프트볼에 대한 더 접근하기 쉽고 매력적인 진입점이라고 주장했다. 시니어와 청소년 선수들을 위한 혼성 B5 월드컵을 교대로 조직하며, 팀은 성별별로 최소 2명의 현역 선수를 출전시켜야 한다. 이 게임은 2026년 하계 청소년 올림픽에서도 남녀공용 형식으로 진행될 예정이며, 전 세계 학교, 전국 선수권 대회, 기타 국제 행사에서 채택되기 시작했다.

## 같이 보기
- 베이스볼5 월드컵
- 베이스볼5 아시아컵
- 크리켓
- 펠로타